# Ioan Pădurean
Ioan Pădurean (n. 1882, Coroiu – d. 1959, Jud. Mureș) a fost un deputat în Marea Adunare Națională de la Alba Iulia, organismul legislativ reprezentativ al „tuturor românilor din Transilvania, Banat și Țara Ungurească”, cel care a adoptat hotărârea privind Unirea Transilvaniei cu România, la 1 decembrie 1918.

## Biografie si Activitate politica
Ioan Pădurean, a fost un agricultor. După 1918 a fost membru P.N.R. și după P.N.Ț. Între 1930 și 1934 a fost ajutor de primar în Coroi. A decedat la Coroi în 1 martie 1959.